# Ø (Disambiguation)
Albums de Underoath
Lost in the Sound of Separation (en)
(2008)
Ø (Disambiguation) est le septième album du groupe de metal américain Underoath, sorti le 9 novembre 2010.

## Titres des pistes
1. In Division
2. Catch Myself Catching Myself
3. Paper Lung
4. Illuminator
5. Driftwood
6. A Divine Eradication
7. Who Will Guard the Guardians
8. Reversal
9. Vacant Mouth
10. My Deteriorating Incline
11. In Completion